# Ада сірий
А́да сірий (Knipolegus cabanisi) — вид горобцеподібних птахів родини тиранових (Tyrannidae). Мешкає в Південній Америці. Раніше вважався підвидом андійського ади, однак за результатами молекулярно-генетичних досліджень був визнаний окремим видом. Вид названий на честь німецького орнітолога Жана Луї Кабаніса.

## Опис
Довжина птаха становить 15 см. Самець має темно-сіре забарвлення з чорними крилами і хвостом, дзьоб у нього сірий, а очі червоні. Самиця має оливково-коричневе забарвлення, нижня частина тіла у неї світліша, поцяткована смужками.

## Поширення і екологія
Сірі ади поширені в Перу, Болівії і Аргентині. Вони живуть в гірських тропічних лісах і чагарникових заростях Анд.